# Panida Khamsri
Panida Khamsri (ur. 13 stycznia 1989 w Surin) – tajska sztangistka, srebrna medalistka mistrzostw świata.
Wicemistrzyni świata w 2011 roku w kategorii wagowej do 48 kg.

## Osiągnięcia
| Rok  | Zawody             | Miasto | Miejsce | Kategoria | Wynik  |
| ---- | ------------------ | ------ | ------- | --------- | ------ |
| 2011 | Mistrzostwa świata | Paryż  | 2       | do 48 kg  | 187 kg |
| 2014 | Mistrzostwa świata | Ałmaty | 3       | do 48 kg  | 189 kg |